# وقواق صقري هندي
وقواق صقري هندي (الاسم العلمي: Cuculus  varius) (بالإنجليزية: Common  Hawk-Cuckoo)‏ هو طائر ينتمي إلى وقواق (فصيلة: Cuculidae).